# Жабиці (гміна Хоцянув)
Жабиці (пол. Żabice) — село в Польщі, у гміні Хоцянув Польковицького повіту Нижньосілезького воєводства.
Населення — 295 осіб (2011).
У 1975-1998 роках село належало до Легницького воєводства.

## Демографія
Демографічна структура станом на 31 березня 2011 року:
|          | Загалом | Допрацездатний вік | Працездатний вік | Постпрацездатний вік |
| -------- | ------- | ------------------ | ---------------- | -------------------- |
| Чоловіки | 148     | 34                 | 96               | 18                   |
| Жінки    | 147     | 36                 | 76               | 35                   |
| Разом    | 295     | 70                 | 172              | 53                   |